# Fylkesvei 231 (Buskerud)
Fylkesvei 231 er en fylkesvej mellem Ullsåk og Embrigtsgård i Hemsedal. Vejens længde er 18,4 km.